# ウラジミール・パシュトー
ウラジミール・テレンティーヴィチ・パシュトー（1918年4月19日 - 1983年6月10日、露: Владимир Терентьевич Пашуто）は中世のリトアニアとロシアの歴史、特に外交政策を専門とするロシア出身のマルクス主義歴史家である。
1941年にレニングラード大学（現在のサンクトペテルブルク大学）を卒業し、1948年にソビエト社会主義共和国連邦科学アカデミー歴史研究所の職員となった。1976年に科学アカデミーの通信会員に選出された。名誉記章勲章受章者でもある。
1958年発表の専攻論文『リトアニア創世記』で、異種のリトアニア人種族をリトアニア大公国として知られる統一国家建設に追い込んだのは北方十字軍の圧力だったと主張している。パシュトーは映画監督のアンドレイ・タルコフスキーの代表作である『アンドレイ・ルブリョフ』など中世ロシアに関する幾つかの映画に顧問としてクレジットされている。
パシュートと彼の同僚の東洋学者であるアナトリー・ノヴォセルツェフはロシアの中世史に関連する数多の外国典拠を明るみにすることに貢献した。彼の手法はアレクサンドル・ナザレンコのような著名な弟子達によってさらに発展していったといえる。